# Tessitura Taiana Virgilio
La Tessitura Taiana Virgilio è un'azienda tessile italiana con sede a Olgiate Comasco, in provincia di Como, specializzata nella produzione di tessuti per camiceria uomo, abbigliamento donna e tessuti per costumi da bagno.

## Storia
La Tessitura Taiana Virgilio viene fondata nel 1933 da Virgilio Taiana, giovane diplomato presso l'Istituto Tecnico Industriale di Setificio, che aveva accresciuto la sua esperienza presso altre realtà locali. Negli anni settanta entra in azienda Claudio Taiana, figlio del fondatore, il quale dà un forte sviluppo alla distribuzione commerciale su scala internazionale. Sul finire degli anni novanta e negli anni successivi fanno il loro ingresso in azienda Matteo, Luca e Marco Taiana.
A partire dal 2003 l'azienda sviluppa prodotti tessili ad alto contenuto tecnologico e destinati alla moda. Matteo Taiana, responsabile del centro di Ricerca e Sviluppo, elabora, grazie allo sfruttamento di alcune nanotecnologie, "Xsence", il "tessuto che profuma", ed "Eola", un tessuto "ricaricabile" a base di aloe. Ultimo prodotto del centro di ricerca e sviluppo è il "tessuto che non si bagna", in grado di emulare il cosiddetto effetto loto, nome commerciale "Lot-O-Dry".